# Mademoiselle de La Fontaine
Pour les articles homonymes, voir La Fontaine.
Mademoiselle de La Fontaine (née Anne Lafontaine en 1655 à Paris et morte le 2 octobre 1738 dans la même ville, est la première ballerine professionnelle française. Elle reçut le titre de « reine de la danse ».

## Biographie
Mlle de La Fontaine est la première danseuse professionnelle de l'Académie royale de musique lors de ses débuts en 1681 dans Le Triomphe de l'Amour de Jean-Baptiste Lully. Avant elle, les rôles-titres féminins étaient dansés par de jeunes hommes ou par des dames de la cour.
Durey de Noinville évoque le succès du Triomphe de l'Amour :

« On vit danser à ce ballet à S. Germain, Monseigneur & Madame la Dauphine, Mademoiselle, Madame la Princesse de Conty, M. le Duc de Vermandois, & Mademoiselle de Nantes, avec ce qu'il y avoit de jeunes personnes les plus distinguées à la Cour, tant hommes que femmes ; & le succès de ce mélange fut si grand, que lorsqu'on donna le même ballet à Paris on introduisit pour la première fois sur le Théâtre de l'Opéra des Danseuses, entre lesquelles brilla la Demoiselle La Fontaine »

Elle danse les rôles-titres de plusieurs autres ballets de Lully, dont Phaéton et Acis et Galatée, et dix-huit autres ballets entre 1681 et 1693.
En 1693, elle quitte l'Opéra pour entrer au couvent de l'église Notre-Dame-de-l'Assomption à Paris, où elle meurt en 1738 à l'âge de 83 ans.